# Climene (torpilleur)
Pour les articles homonymes, voir Climene.
Le Climene (fanion « CE ») était un torpilleur italien de la classe Spica - type Climene lancé en 1936 pour la Marine royale italienne (en italien : Regia Marina). 

## Conception et description
Les torpilleurs de la classe Spica devaient répondre au traité naval de Londres qui ne  limitait pas le nombre de navires dont le déplacement standard était inférieur à 600 tonnes. Hormis les 2 prototypes, 3 autres types ont été construits : Alcione, Climene et Perseo. Ils avaient une longueur totale de 81,42 à 83,5 mètres, une largeur de 7,92 à 8,20 mètres et un tirant d'eau de 2,55 à 3,09 mètres. Ils déplaçaient 652 à 808 tonnes à charge normale, et 975 à 1 200 tonnes à pleine charge. Leur effectif était de 6 à 9 officiers et de 110 sous-officiers et marins
Les Spica étaient propulsés par deux turbines à vapeur à engrenages Parsons , chacune entraînant un arbre d'hélice et utilisant la vapeur fournie par deux chaudières Yarrow. La puissance nominale des turbines était de 19 000 chevaux-vapeur (14 000 kW) pour une vitesse de 33 nœuds (61 km/h) en service, bien que les navires aient atteint des vitesses supérieures à 34 nœuds (62,97 km/h) lors de leurs essais en mer alors qu'ils étaient légèrement chargés. Ils avaient une autonomie de 1 910 milles nautiques (3 540 km) à une vitesse de 15 nœuds (27,7 km/h)
Leur batterie principale était composée de 3 canons 100/47 OTO Model 1937. La défense antiaérienne (AA) des navires de la classe Spica était assurée par 4 mitrailleuses jumelées Breda Model 1931 de 13,2 millimètres. Ils étaient équipés de 2 tubes lance-torpilles de 450 millimètres (21 pouces) dans deux supports jumelés au milieu du navire.  Les Spica étaient également équipés de  2 lanceurs de charges de profondeur et d'un équipement pour le transport et la pose de 20 mines.

## Construction et mise en service
Le Climene est construit par le chantier naval Cantiere navale di Ancona à Ancône en Italie, et mis sur cale le 25 juillet 1934. Il est lancé le 7 janvier 1936 et est achevé et mis en service le 24 avril 1936. Il est commissionné le même jour dans la Regia Marina.

## Histoire de service
Après une période d'entraînement initial, le torpilleur Climene est affecté au VIIIe escadron de torpilleurs et déployé à Messine. Le navire opère ensuite en Sicile, faisant plusieurs fois le tour de l'île.
Au cours de l'été 1937, pendant la guerre civile espagnole, le torpilleur, basé à Trapani, est employé dans cinq missions pour lutter contre la contrebande en faveur des troupes républicaines espagnoles,.
En 1938, le Climene est affecté à la division de l'école de commandement(participant à toutes les activités de cette formation de 1938 à 1940) et ensuite au XIe escadron de torpilleurs. En 1939, au départ de Tarente, il participe aux opérations d'occupation de l'Albanie.
Lorsque l'Italie est entrée dans la Seconde Guerre mondiale, le Climene fait partie du XIe escadron de torpilleurs basé à Tripoli, qu'li forme avec ses navires-jumeaux (sister ships) Cigno, Castore et Centauro.
Au cours du conflit, le navire est employé dans diverses missions d'escorte de convois, d'abord (juin 1940 à fin 1941) vers et depuis la Libye, puis (fin 1941 à fin 1942) pour escorter des navires en haute mer au large de la Sicile, puis entre la Grèce et l'Italie du Sud et enfin entre la Sicile et la Tunisie, subissant plusieurs attaques aériennes.
Du 29 au 31 juillet, le Climene et ses navires-jumeaux Circe, Clio et Centauro escortent de Naples à Messine et ensuite (avec le renfort des torpilleurs Airone, Alcione, Ariel et Aretusa) à Benghazi, dans l'opération "Trasporto Veloce Lento", un convoi formé par le transport de troupes Marco Polo et les croiseurs auxiliaires Città di Palermo et Città di Napoli.
Le 12 octobre 1940, à 2h30 du matin, le Climene quitte Tripoli et escorte jusqu'à Benghazi un convoi composé du pétrolier Utilitas et des vapeurs (steamers ) Tenace et Amba Alagi.
Au cours de l'année 1941, les mitrailleuses de 13,2 mm, peu inefficaces, sont débarquées et remplacées par 6 à 10 canons plus efficaces de 20/65 mm,.
Le 18 avril 1941, le Climene quitte Trapani en escortant le pétrolier Alberto Fassio et rejoint un convoi parti de Palerme (les pétroliers Nicolò Odero, Maddalena Odero et Isarco escortés par les torpilleurs La Farina, Mosto et Calliope). Après avoir été rejoint par le pétrolier Luisiano escorté par le torpilleur Orione, le convoi atteint Tripoli le 21.
Le 5 mai, le torpilleur quitte Tripoli en escortant les steamers allemands Brook et Tilly L. M. Russ, et le lendemain, le sous-marin britannique HMS Triumph (N18) attaque le convoi au large de Buerat el Hsum, sans toucher aucun navire.
Le 25 mai 1941, l'unité effectue une action anti-sous-marine dans les eaux de Tripoli, dont le résultat n'a pu être déterminé.
Le 10 juillet, le Climene et un autre torpilleur, le vieux Calatafimi, endommagent le sous-marin HMS Torbay (N79), qui a torpillé et sérieusement endommagé le pétrolier Strombo à la position géographique de 37° 30′ N, 24° 16′ E (chenal Zea).
Entre le 12 et le 13 décembre 1941, le Climene devait escorter, avec son navire-jumeau Cigno, les deux croiseurs légers Alberico da Barbiano et Alberto di Giussano en mission de transport de 135 soldats et d'une cargaison de 100 tonnes d'essence d'aviation, 250 tonnes de gazole, 600 tonnes de fuel et 900 tonnes de provisions de Palerme à Tripoli. Cependant, le navire ne peut pas partir en raison de pannes de moteur et est donc resté à Palerme. Au cours de la nuit suivante, quatre destroyers britanniques attaquent par surprise la formation italienne, coulant les deux croiseurs et causant la perte de 800 à 900 hommes.
Dans l'après-midi du 11 mai 1942, le navire quitte Naples pour Tripoli afin d'escorter - avec les destroyers da Recco et Premuda et les torpilleurs Castore, Pallade et Polluce - un convoi composé des cargos modernes Gino Allegri, Reginaldo Giuliani, Ravello, Agostino Bertani et Unione et du grand vapeur allemand Reichenfels. Il s'agit de l'opération de circulation "Mira", qui nécessite l'envoi de 58 chars, 713 véhicules, 3 086 tonnes de carburant et d'huiles lubrifiantes, 513 hommes et 17 505 tonnes de munitions et autres fournitures,. Le Giuliani subit une panne de pompe et doit se replier sur Palerme; le Premuda est détaché pour l'escorter. Le reste du convoi arrive à destination indemne,.
Entre le 20 et le 21 août, alors qu'il escorte un convoi, le Climene, lors de certaines attaques aériennes, réagit en contribuant à abattre trois bombardiers Bristol Beaufort et un Bristol Beaufighter.
Le 24 août, le Climene et son navire-jumeau Polluce rejoignent au Pirée, avec le vapeur Tergestea, un convoi venant de Brindisi et composé du destroyer Da Recco et du navire à moteur Manfredo Camperio. Après le départ du convoi pour Benghazi, le 27 août à 7h49, le Camperio est torpillé par le sous-marin britannique HMS Umbra (P35) et incendié. Tandis que le Polluce tente en vain d'aider le navire endommagé (qui doit finalement être abandonné et coulé) et que le Da Recco poursuit le sous-marin qui l'attaque, le Climene reçoit l'ordre de poursuivre sa route et d'escorter le Tergestea jusqu'à sa destination. Pendant cette navigation, le torpilleur détecte un deuxième sous-marin (attaqué plus tard par le torpilleur Orsa) et le signale au Da Recco, recevant l'ordre de changer de cap. Après avoir cru qu'il avait coulé le premier sous-marin ennemi, le Da Recco rejoint le Climene et le Tergestea. Vers le coucher du soleil du même jour, des avions d'escorte commencent à signaler quelque chose à 7-8 milles nautiques de distance. Le Climene, envoyé pour enquêter, trouve quatre radeaux de sauvetage. Rejoint par le Da Recco, le torpilleur récupère deux prisonniers indiens sur un radeau, tandis que le Da Recco en récupère deux autres (un Néo-Zélandais et un Sud-Africain) sur un autre radeau (les deux autres sont vides). Ce sont les quatre seuls survivants d'un groupe d'une centaine d'hommes qui se sont retrouvés en mer 15 jours plus tôt, à la suite du torpillage du navire à moteur Nino Bixio. L'un des deux survivants secourus par le Climene est mort peu après avoir été ramené à terre, des suites de l'ingestion du kapok de son gilet de sauvetage.
Le 16 novembre à 10h48, le convoi - le pétrolier Labor et le vapeur Menes - que le Climene et son navire-jumeau Calliope escortent au nord-ouest de Marettimo est attaqué par le sous-marin britannique HMS Parthian (N75) à la position géographique de 38° 03′ N, 11° 51′ E avec quatre torpilles, dont aucune ne touche.
Le 1er décembre à neuf heures du matin, le navire appareille de Palerme pour escorter vers Tunis, avec le destroyer Lampo, le pétrolier à moteur Giorgio, chargé d'essence. Ce navire, cependant, est touché par un avion et prend feu, mais l'incendie, après quelques heures, peut être contenu et le Lampo fait échouer le navire près de Trapani, d'où le Giorgio est ensuite remorqué à Palerme,.
Le 15 avril 1943, le Climene et le torpilleur moderne Tifone quittent Palerme pour renforcer l'escorte (torpilleurs Cigno et Cassiopea) d'un convoi (composé uniquement du navire Belluno) qui quitte Trapani deux heures plus tôt et se dirige vers Tunis. Le 16 avril 1943, vers 2h38 du matin, le convoi est attaqué, au sud-ouest de Marsala, par les destroyers britanniques HMS Paladin (G69) et HMS Pakenham (G06). Tandis que le Cigno et le Cassiopea font face aux deux navires ennemis (le Cigno coule et le Cassiopea est fortement endommagé, tandis que les deux destroyers britanniques sont fortement endommagés et le HMS Pakenham est finalement contraint de s'auto-saborder en raison de la gravité des dégâts), le Climene et le Tifone s'éloignent en escortant le Belluno indemne jusqu'à sa destination. Plus tard, le Climene porte assistance au Cassiopea, qui dérive en flammes, et le remorque jusqu'à Trapani, puis jusqu'à Tarente,.

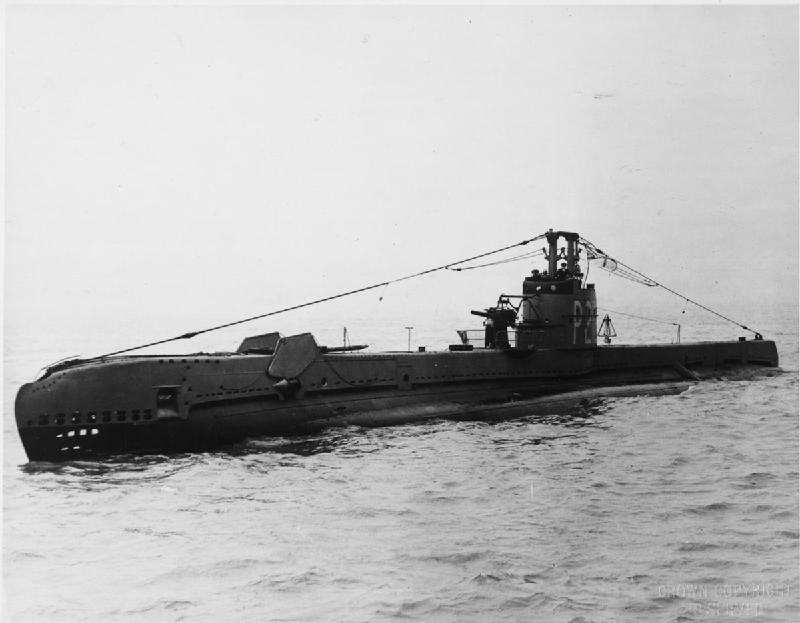
Le sous-marin britannique HMS Sahib, coulé par le Climene le 24 avril 1943

A minuit le 23 avril, le torpilleur (commandé par le lieutenant de vaisseau (tenente di vascello) Mario Colussi), appareille de Messine pour escorter vers la Tunisie, avec les corvettes modernes Gabbiano et Euterpe et le vieux torpilleur Cascino, le vapeur Galiola, chargé de munitions. Le 24 avril, vers 6 heures du matin (heure italienne), le sous-marin britannique HMS Sahib (P212) torpille le Galiola entre Vulcano et la côte nord de la Sicile, le long de laquelle le convoi précède, et le navire à vapeur explose, coulant en trois minutes, brisé en deux,,. Pendant que les torpilleurs secourent les quelques survivants, le HMS Sahib est presque à la surface et est donc aperçu par un bombardier allemand Junkers Ju 88, qui lui lance une bombe sans l'atteindre. Le Climene détecte presque immédiatement l'unité ennemie avec son échogoniomètre et passe ensuite à la contre-attaque avec les deux corvettes, en lançant un total de 30 grenades sous-marines,,. Gravement endommagé par les explosions et avec des fuites à bord à 5h45 (heure britannique), le HMS Sahib doit faire surface, étant mitraillé par le Ju 88 et les unités d'escorte,,. L'ensemble de l'équipage de l'unité britannique - 48 hommes - abandonne alors le sous-marin, après avoir entamé les manœuvres d'auto-sabordage,,. Également touché par les tirs d'artillerie du Climene, le HMS Sahib coule par l'arrière peu après, à la position géographique de 38° 30′ N, 15° 15′ E (à deux milles nautiques (3,7 km) du cap Milazzo),,,. Tout l'équipage de l'unité britannique est secouru par des unités italiennes, mais un marin succombera plus tard à ses blessures,,.
Le 25 avril, le Climene, lors d'une attaque aérienne près de Ras Mustafà, abat deux bombardiers ennemis avec ses mitrailleuses,.
Deux jours plus tard, le 27 avril 1943 à 14 heures, le Climene appareille de Trapani et se dirige à la rencontre, dans le canal de Sicile, des transports militaires allemands KT 5 et KT 14, qu'il doit escorter vers Tunis,. A 10h30 le 28 avril, le torpilleur, qui navigue à environ 25 milles nautiques (46 km) au sud-ouest de Marettimo après avoir juste rencontré les deux transports et les avoir escortés, est attaqué par le sous-marin britannique HMS Unshaken (P54), qui lance trois torpilles. Le navire réussit à éviter la première torpille en manœuvrant, mais la seconde atteint le milieu du navire, qui se brise en deux et coule en trois minutes, à la position géographique de 37° 45′ N, 11° 33′ E (environ 35 milles nautiques (65 km) au sud-ouest de Marsala et 35 milles nautiques par 250° de Marettimo), disparaissant sous la surface à 10h35,,,,.
Cinquante-trois hommes périssent avec le navire, tandis que 91 survivants, parmi lesquels se trouve également le commandant Colussi, sont récupérés par le navire de sauvetage Laurana.
Pendant la guerre, le Climene a effectué un total de 84 missions d'escorte et 16 missions d'exploration offensive.

## Sources
- (it) Cet article est partiellement ou en totalité issu de l’article de Wikipédia en italien intitulé « Climene (torpediniera) » (voir la liste des auteurs).